# Botryllus firmus
Botryllus firmus är en sjöpungsart som beskrevs av Monniot 1996. Botryllus firmus ingår i släktet Botryllus och familjen Styelidae. Inga underarter finns listade.